# 타우 (영화)
타우(Tau)는 미국에서 제작된 페데리코 다레산드로 감독의 2018년 SF, 스릴러 영화이다. 마이카 먼로 등이 주연으로 출연하였다.
2018년 6월 28일 넷플릭스를 통해 개봉하였다.

## 출연

### 주연
- 마이카 먼로
- 에드 스크레인
- 게리 올드만

### 조연
- 피스턴 바렉
- 이바나 지브코비치
- 샤론 D. 클락
- 이안 버고
- 폴 레너드 머레이
- 드라골유베 류비치치
- 다니엘 코르사